# Amphoricarpos neumayerianus
Amphoricarpos neumayerianus là một loài thực vật có hoa trong họ Cúc. Loài này được (Vis.) Greuter mô tả khoa học đầu tiên năm 2003.